# Quelle famille (pièce de théâtre)
Vous pouvez aider à l'améliorer ou bien discuter des problèmes sur sa page de discussion.
- Il n'est pas vérifiable et peut contenir des informations totalement erronées. Il est fortement conseillé aux contributeurs d'étayer son contenu par des sources fiables. Sans cela, sa suppression pourrait être envisagée. (si vous venez d'apposer le bandeau, veuillez cliquer sur ce lien pour créer la discussion et en afficher les indications). (Marqué depuis mai 2025)
- Il peut contenir un travail inédit ou des déclarations non vérifiées. Vous pouvez l’améliorer en ajoutant des références. (Marqué depuis mai 2025)

- Archive Wikiwix
- Bing
- Cairn
- DuckDuckGo
- E. Universalis
- Gallica
- Google
- G. Books
- G. News
- G. Scholar
- Persée
- Qwant
- (zh) Baidu
- (ru) Yandex
- (wd) trouver des œuvres sur Wikidata

Vous pouvez aider à l'améliorer ou bien discuter des problèmes sur sa page de discussion.
- Il ne cite pas suffisamment ses sources. Vous pouvez indiquer les passages à sourcer avec {{référence nécessaire}} ou {{Référence souhaitée}}, et inclure les références utiles en les liant aux notes de bas de page. (Marqué depuis juillet 2025)

- Archive Wikiwix
- Bing
- Cairn
- DuckDuckGo
- E. Universalis
- Gallica
- Google
- G. Books
- G. News
- G. Scholar
- Persée
- Qwant
- (zh) Baidu
- (ru) Yandex
- (wd) trouver des œuvres sur Wikidata

Pour les articles homonymes, voir Quelle famille.
Quelle famille est une pièce de théâtre de Francis Joffo, en cinq actes, représentée pour la première fois à Paris en 1988 au théâtre Fontaine et mise en scène par l'auteur.

## Argument
C'est au moins la 22e fois que Denise quitte son mari et vient se réfugier chez sa fille. Mais bientôt son propre père arrive lui aussi la valise sous le bras et annonce qu'il va divorcer…

## Distribution de 1988
- Micheline Dax :  Denise
- Christian Alers :  Papy
- Patrick Préjean : Bernard
- Évelyne Dassas :  Michèle
- Rafaèle Moutier : Annie
- Jacques Dynam :  Raymond
- Jean-Pierre Malignon : Frank

## Distribution de 2001
- Christian Marin :  Papy
- Christine Delaroche :  Michelle
- Francis Joffo : Bernard
- Étienne Draber :  Raymond
- Anne-Marie Mailfer : Denise
- Élisa Sergent : Annie
- Mathieu Sintomer : Frank

## Distribution de 2020
- Jean-Pierre Castaldi[1]
- Armelle[1] en alternance avec Marianne Giraud
- Didier Claveau
- Simon Jeannin
- Julie Lagnier en alternance avec Madeleine Taittinger
- Xavier Viton en alternance avec Pascal Provost
- Claire Conty
- Baptiste Gonthier
- Mise en scène : Xavier Viton